# قائمة أعضاء البرلمان اللبناني الأول
تتضمن المقالة التالية قائمة أعضاء «البرلمان اللبناني الأول». وتتضمن 45 عضواً. أنتُخب 30 منهم أثناء الانتخابات العامة اللبنانية 1927، أما الأعضاء الـ 16 الباقين فقد أضيفوا إلى المجلس بعد حلّ مجلس الأعيان.

## الأعضاء
| المنطقة               | طريقة الانتخاب                      | مقعد المجموعة العرقية | الأعضاء المنتخبون       |
| --------------------- | ----------------------------------- | --------------------- | ----------------------- |
| محافظة بيروت          | أنتخب عام 1927                      | كاثوليك يونانيون      | سليم النجار             |
| محافظة بيروت          | أنتخب عام 1927                      | أرثوذكس يونانيون      | نخلة تويني              |
| محافظة بيروت          | أنتخب عام 1927                      | موارنة                | إميل إده                |
| محافظة بيروت          | أنتخب عام 1927                      | موارنة                | ألبرت قشوعة             |
| محافظة بيروت          | أنتخب عام 1927                      | موارنة                | أيوب ثابت               |
| محافظة بيروت          | أنتخب عام 1927                      | مسلمون سنة            | عبد الله بيهوم          |
| محافظة بيروت          | أنتخب عام 1927                      | مسلمون سنة            | الشيخ محمد القسطي       |
| محافظة بيروت          | الأعضاء الحاليون في المجلس التمثيلي | أرثوذكس يونانيون      | بيترو طراد              |
| محافظة بيروت          | الأعضاء الحاليون في المجلس التمثيلي | موارنة                | جورج تابت               |
| محافظة بيروت          | الأعضاء الحاليون في المجلس التمثيلي | موارنة                | ميشيل شيحا              |
| محافظة بيروت          | الأعضاء الحاليون في المجلس التمثيلي | مسلمون سنة            | عمر بيهوم               |
| محافظة بيروت          | الأعضاء الحاليون في المجلس التمثيلي | مسلمون سنة            | عمر داعوق               |
| البقاع (محافظة)       | الأعضاء الحاليون في المجلس التمثيلي | كاثوليك يونانيون      | إلياس طعمة سكاف         |
| البقاع (محافظة)       | الأعضاء الحاليون في المجلس التمثيلي | أرثوذكس يونانيون      | شبل دعموس               |
| البقاع (محافظة)       | الأعضاء الحاليون في المجلس التمثيلي | موارنة                | موسى نمّور               |
| البقاع (محافظة)       | الأعضاء الحاليون في المجلس التمثيلي | مسلمون شيعة           | صبحي حيدر               |
| البقاع (محافظة)       | الأعضاء الحاليون في المجلس التمثيلي | مسلمون شيعة           | صبري حماده              |
| البقاع (محافظة)       | الأعضاء الحاليون في المجلس التمثيلي | مسلمون سنة            | حسين قزعون              |
| جبل لبنان (محافظة)    | انتخب عام 1927                      | دروز                  | سامي أرسلان             |
| جبل لبنان (محافظة)    | انتخب عام 1927                      | موارنة                | حبيب باشا السعد         |
| جبل لبنان (محافظة)    | انتخب عام 1927                      | موارنة                | بشارة الخوري            |
| جبل لبنان (محافظة)    | انتخب عام 1927                      | مسلمون شيعة           | أحمد الحسيني            |
| جبل لبنان (محافظة)    | الأعضاء الحاليين في المجلس التمثيلي | دروز                  | فؤاد أرسلان             |
| جبل لبنان (محافظة)    | الأعضاء الحاليين في المجلس التمثيلي | دروز                  | جميل تلهوك              |
| جبل لبنان (محافظة)    | الأعضاء الحاليين في المجلس التمثيلي | أرثوذكس يونانيون      | إبراهيم المنذر          |
| جبل لبنان (محافظة)    | الأعضاء الحاليين في المجلس التمثيلي | موارنة                | ركوز أبو نادر           |
| جبل لبنان (محافظة)    | الأعضاء الحاليين في المجلس التمثيلي | موارنة                | يوسف الخازن             |
| جبل لبنان (محافظة)    | الأعضاء الحاليين في المجلس التمثيلي | موارنة                | نجيب سعد                |
| جبل لبنان (محافظة)    | الأعضاء الحاليين في المجلس التمثيلي | موارنة                | إيميل ثابت              |
| جبل لبنان (محافظة)    | الأعضاء الحاليين في المجلس التمثيلي | موارنة                | جورج زوين               |
| الشمال (محافظة)       | انتخب عام 1927                      | أرثوذكس يونانيون      | جبران نحاس              |
| الشمال (محافظة)       | انتخب عام 1927                      | موارنة                | يوسف إستيفان            |
| الشمال (محافظة)       | الأعضاء الحاليين في المجلس التمثيلي | أرثوذكس يونانيون      | نيكولاس غصة             |
| الشمال (محافظة)       | الأعضاء الحاليين في المجلس التمثيلي | موارنة                | مسعود يونس              |
| الشمال (محافظة)       | الأعضاء الحاليين في المجلس التمثيلي | موارنة                | وضاح طربيه              |
| الشمال (محافظة)       | الأعضاء الحاليين في المجلس التمثيلي | السنة                 | عدرا خير الدين          |
| الشمال (محافظة)       | الأعضاء الحاليين في المجلس التمثيلي | السنة                 | عبود عبد الرزاق         |
| محافظة الجنوب (لبنان) | أنتخب عام 1927                      | مسلمون شيعة           | Fadl al-Fadl            |
| محافظة الجنوب (لبنان) | أنتخب عام 1927                      | مسلمون شيعة           | حسين الزين              |
| محافظة الجنوب (لبنان) | الأعضاء الحاليين في المجلس التمثيلي | كاثوليك يونانيون      | يوسف سالم               |
| محافظة الجنوب (لبنان) | الأعضاء الحاليين في المجلس التمثيلي | موارنة                | حبيب ناصيف              |
| محافظة الجنوب (لبنان) | الأعضاء الحاليين في المجلس التمثيلي | مسلمون شيعة           | نجيب عسيران             |
| محافظة الجنوب (لبنان) | الأعضاء الحاليين في المجلس التمثيلي | مسلمون شيعة           | عبد اللطيف الأسعد       |
| محافظة الجنوب (لبنان) | الأعضاء الحاليين في المجلس التمثيلي | مسلمون شيعة           | يوسف الزين              |
| محافظة الجنوب (لبنان) | الأعضاء الحاليين في المجلس التمثيلي | مسلمون سنة            | خالد شهاب               |
| طرابلس (لبنان)        | أنتخب عام 1927                      | Sunni                 | Cheikh Mohammad al-Jisr |